# Водолазкин, Николай Степанович
Никола́й Степа́нович Водола́зкин (25 июля 1921, Миллеровский район, Ростовская область — 7 января 1981, Рыбинск, Ярославская область) — участник Великой Отечественной войны, механик-водитель танка Т-34 22-го гвардейского отдельного танкового полка 51-й армии 4-го Украинского фронта, гвардии старший сержант, Герой Советского Союза (1945).

## Биография
Родился 25 июля 1921 года в слободе Машлыкино ныне Миллеровского района Ростовской области в семье крестьянина. Русский.
Окончил неполную среднюю школу и курсы автомехаников. Работал трактористом в совхозе «Индустрия», затем забойщиком на шахте города Брянка Ворошиловградской области, подрабатывал на шахте № 12 в городе Снежное Донецкой области.
В 1940 году был призван в Красную Армию. Получил специальность механика-водителя танка и с июля 1941 года принимал участие в Великой Отечественной войне на Западном, Южном и 4-м Украинском фронтах.
Особо отличился весной 1944 года в боях за освобождение Крымского полуострова и при штурме Севастополя. Член ВКП(б)/КПСС с 1944 года.
Утром 7 мая 1944 года при штурме Сапун-горы экипаж танка в составе командира взвода гвардии лейтенанта И. И. Ревкова, заряжающего гвардии старшего сержанта Ханова, радиста Минина и механика-водителя гвардии старшего сержанта Н. С. Водолазкина пошёл в атаку. После того как два танка взвода были подбиты, машина командира И. И. Ревкова сражалась в одиночку. Совершив обходной манёвр, Н. С. Водолазкин на максимальных скоростях сумел преодолеть крутой подъём и вывел танк в тыл позиций противника в районе горы Зелёная. Заняв удобную позицию, экипаж почти сутки вёл бой, отражая атаки немецких автоматчиков и танков. Радист Минин и заряжающий Ханов заняли позиции в окопе и вели прицельный огонь из автоматов, не подпуская пехоту. Н. С. Водолзакин, умело маневрируя, помогал командиру танка вести прицельный огонь из пушки. Механик-водитель был ранен, но не ушёл из боя. К концу дня перед позициями четырёх танкистов остались подбитыми 3 танка, 4 пушки, 6 огневых точек, 6 станковых пулемётов и 145 убитых солдат и офицеров противника.
С 9 мая 1944 года в течение трёхдневных беспрерывных боёв за Севастополь экипаж танка уничтожил 4 немецких танка, 6 пушек, шестиствольный миномёт, 12 огневых точек, 18 станковых пулемётов, разбил 3 дота и 5 дзотов, 4 автомашины и 15 повозок с грузом, уничтожил 180 солдат и офицеров противника. Гвардии старший сержант Н. С. Водолазкин гусеницами танка лично уничтожил 3 пушки, 5 огневых точек, 9 пулемётов и 114 солдат и офицеров. Через несколько дней, 12 мая, преследуя отступавшего противника в районе бухты Камышеватая, он ворвался в боевые порядки противника и подмял танком почти сотню немецких солдат и офицеров.
Указом Президиума Верховного Совета СССР от 24 марта 1945 года за образцовое выполнение заданий командования и проявленные мужество и героизм в боях с немецко-фашистскими захватчиками гвардии старшему сержанту Водолазкину Николаю Степановичу присвоено звание Героя Советского Союза с вручением ордена Ленина и медали «Золотая Звезда» (№ 6801).
Также звание Героя Советского Союза было присвоено командиру танка гвардии лейтенанту И. И. Ревкову, заряжающий старший сержант Ханов был награждён орденом Ленина, а радист Минин — орденом Красного Знамени.
Вскоре после окончания боёв в Крыму Н. С. Водолазкин был направлен на учёбу и стал курсантом танкового училища.
С 1946 года лейтенант Водолазкин — в запасе. Жил в городе Рыбинск Ярославской области. Работал инженером на Рыбинском моторостроительном заводе. Неоднократно приезжал в Севастополь.
Умер 7 января 1981 года.

## Награды
- Медаль «Золотая Звезда» № 6801 Героя Советского Союза (24 марта 1945).
- Орден Ленина (24 марта 1945).
- Медали.

## Память
Имя Водолазкина высечено на памятнике в Рыбинске на Аллее Славы. В музее обороны и освобождения Севастополя имеется листовка, посвящённая герою.

## Оценки и мнения
Из интервью с бывшим командиром взвода Иваном Ревковым:

Говорят, человека узнаёшь, когда пуд соли с ним съешь. Это так, это верно. Если по мирному времени. Да только на фронте, бывало, и щепоткой соли поделиться с человеком не успеешь, а уж тебе идти с ним в бой. Рядышком идти. И в том бою — быстролётном ли, затяжном ли — ты и постигнешь самую суть своего попутчика. И когда помотаешься с ним бок о бок да пикирнёшь раз-другой под снарядами, тогда и поймёшь, стоящая он личность или так, мыльная пена. Я вот с Водолазкиным повоевал мало, может, недели две, а дружба наша длится и по сей день. Но какое это было время!